# Фонте Мурата (Фермо)
Фонте Мурата (итал. Fonte Murata) насеље је у Италији у округу Фермо, региону Марке.
Према процени из 2011. у насељу је живело 265 становника. Насеље се налази на надморској висини од 59 м.